# Miroslavské Knínice
Miroslavské Knínice település Csehországban, a Znojmói járásban. Miroslavské Knínice Kadov, Bohutice, Miroslav, Našiměřice, Suchohrdly u Miroslavi és Lesonice településekkel határos. Lakosainak száma 351 fő (2024. január 1.).

## Népesség
A település lakosságának változását az alábbi diagram mutatja:
| Lakosok száma | 615  | 617  | 734  | 583  | 440  | 330  | 323  | 326  | 330  | 351  |
|               | 1869 | 1890 | 1921 | 1950 | 1980 | 2001 | 2017 | 2019 | 2022 | 2024 |